# 5349 Paulharris
5349 Paulharris (1988 RA) là một tiểu hành tinh bay qua Sao Hỏa được phát hiện ngày 7 tháng 9 năm 1988 bởi E. F. Helin ở Palomar.